# Швайген-Рехтенбах
Швайген-Рехтенбах (нем. Schweigen-Rechtenbach) — община в Германии, в земле Рейнланд-Пфальц. 
Входит в состав района Южный Вайнштрассе. Подчиняется управлению Бад Бергцаберн.  Население составляет 1424 человека (на 31 декабря 2010 года). Занимает площадь 16,04 км².
Коммуна подразделяется на 2 сельских округа.